# Sitowie leśne
Sitowie leśne (Scirpus sylvaticus L.) – gatunek roślin należący do rodziny ciborowatych (turzycowatych). Występuje w Azji i Europie. W Polsce jest pospolity.

## Morfologia

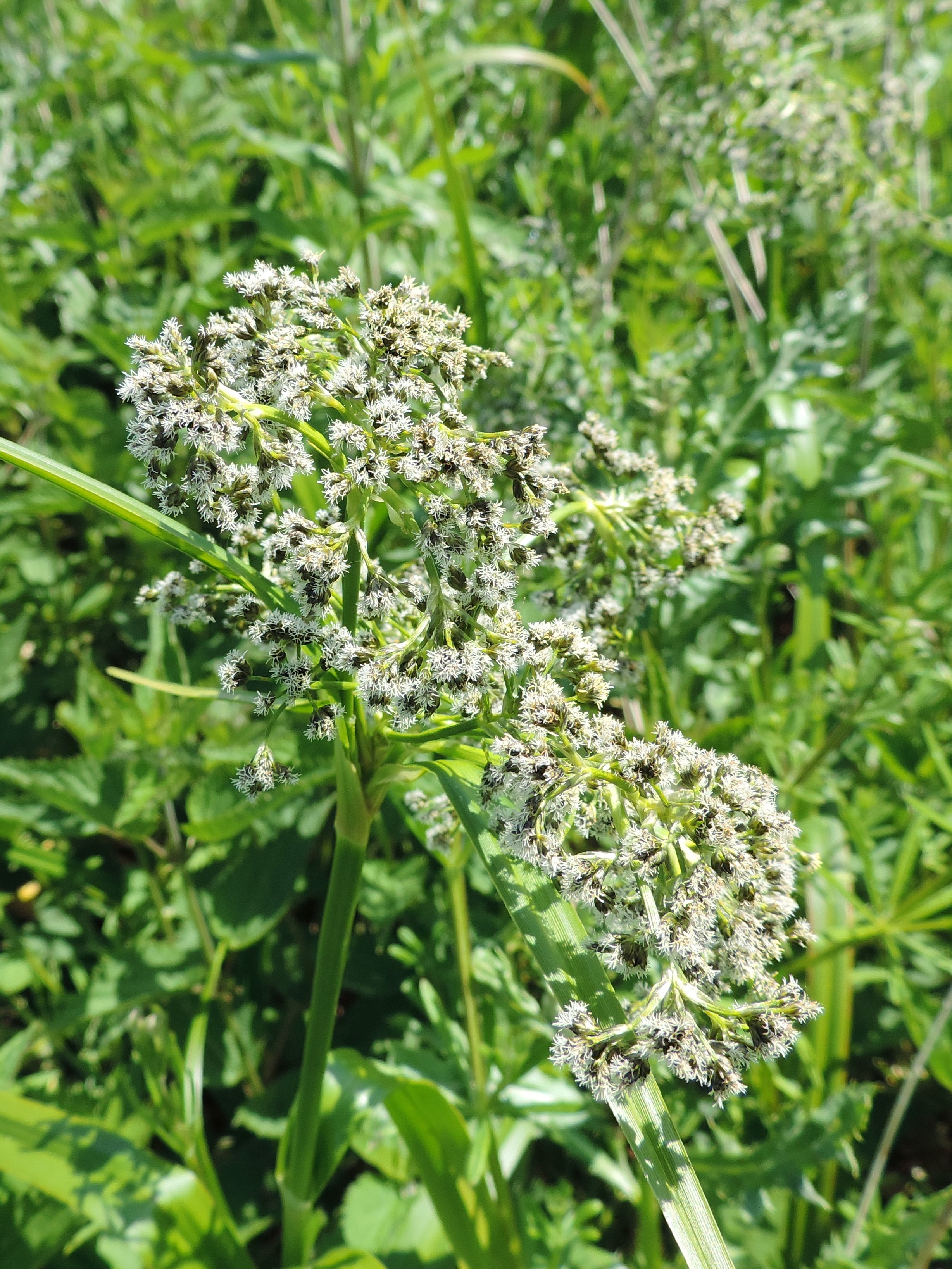
Kwiatostan w czasie kwitnienia

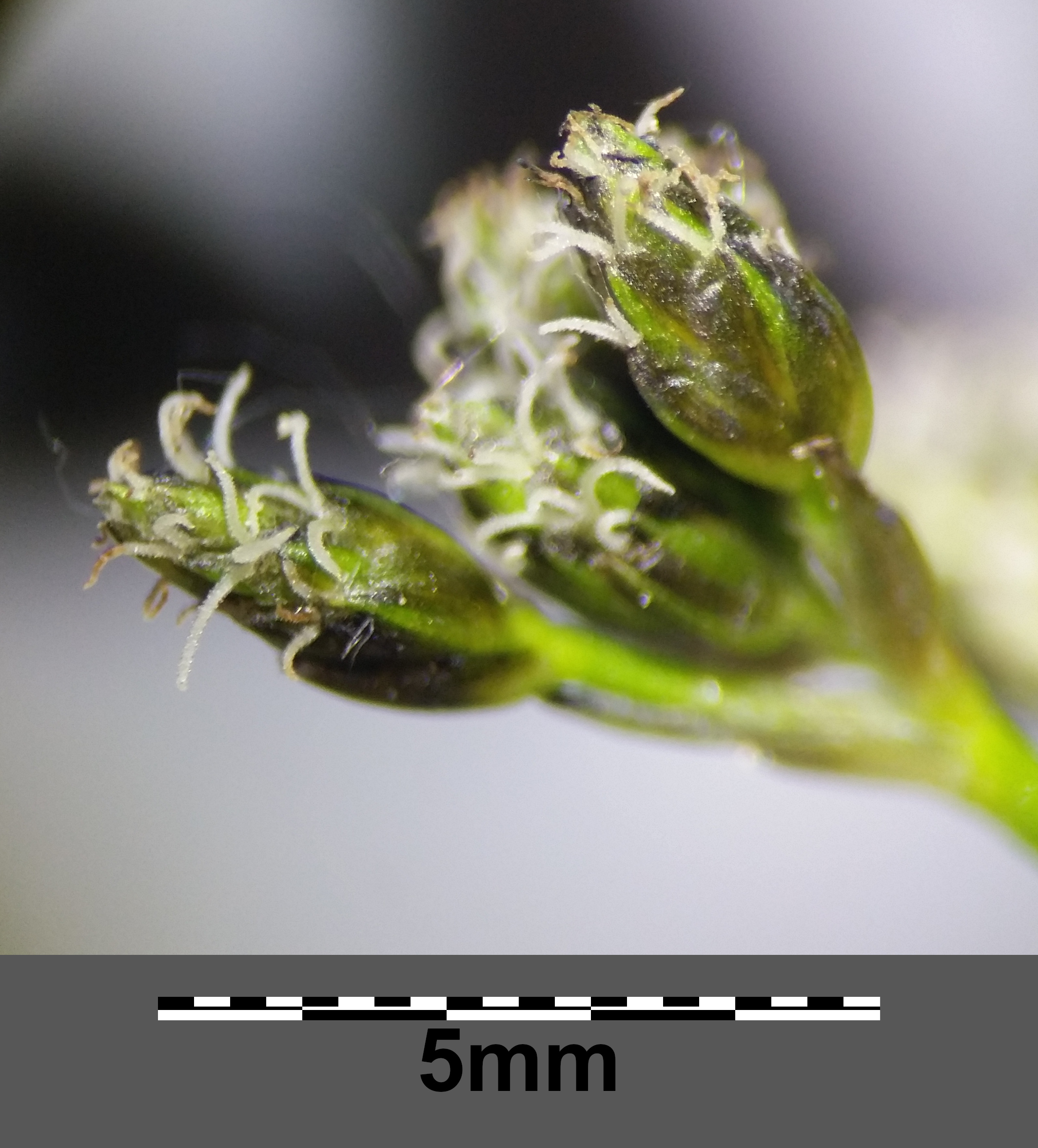
Kwiaty

PokrójTworzy zwarte płaty rozrastając się za pomocą silnych rozłogów podziemnych.
ŁodygaPędy ulistnione, nadziemne krótkie z łodygami osiągającymi 100 (120) cm wysokości. Łodygi są tępo trójkanciaste, ulistnione.
LiściePłaskie, do 16 mm szerokości, szorstkie na grzbiecie i brzegach. Długie, zarówno odziomkowe, jak i łodygowe.
KwiatySkupione w wielokrotnie rozgałęzioną baldachogroniastą rozrzutkę. Kłosy jajowate, zebrane w główki po 2-8, zwykle siedzące, zielonawe lub czarniawe, długości 3-4 mm. Przysadki jajowate, na szczycie zaostrzone. Okwiat w postaci 6 prostych szczecin, mniej więcej długości owocu.
OwocOrzeszek o wymiarach 1 × 0,8 x 0,4 mm, jajowato trójkanciasty, z obu stron zaostrzony, żółtawy, gładki, matowy, u nasady z 6 szczecinkami stanowiącymi pozostałość okwiatu.

## Biologia i ekologia

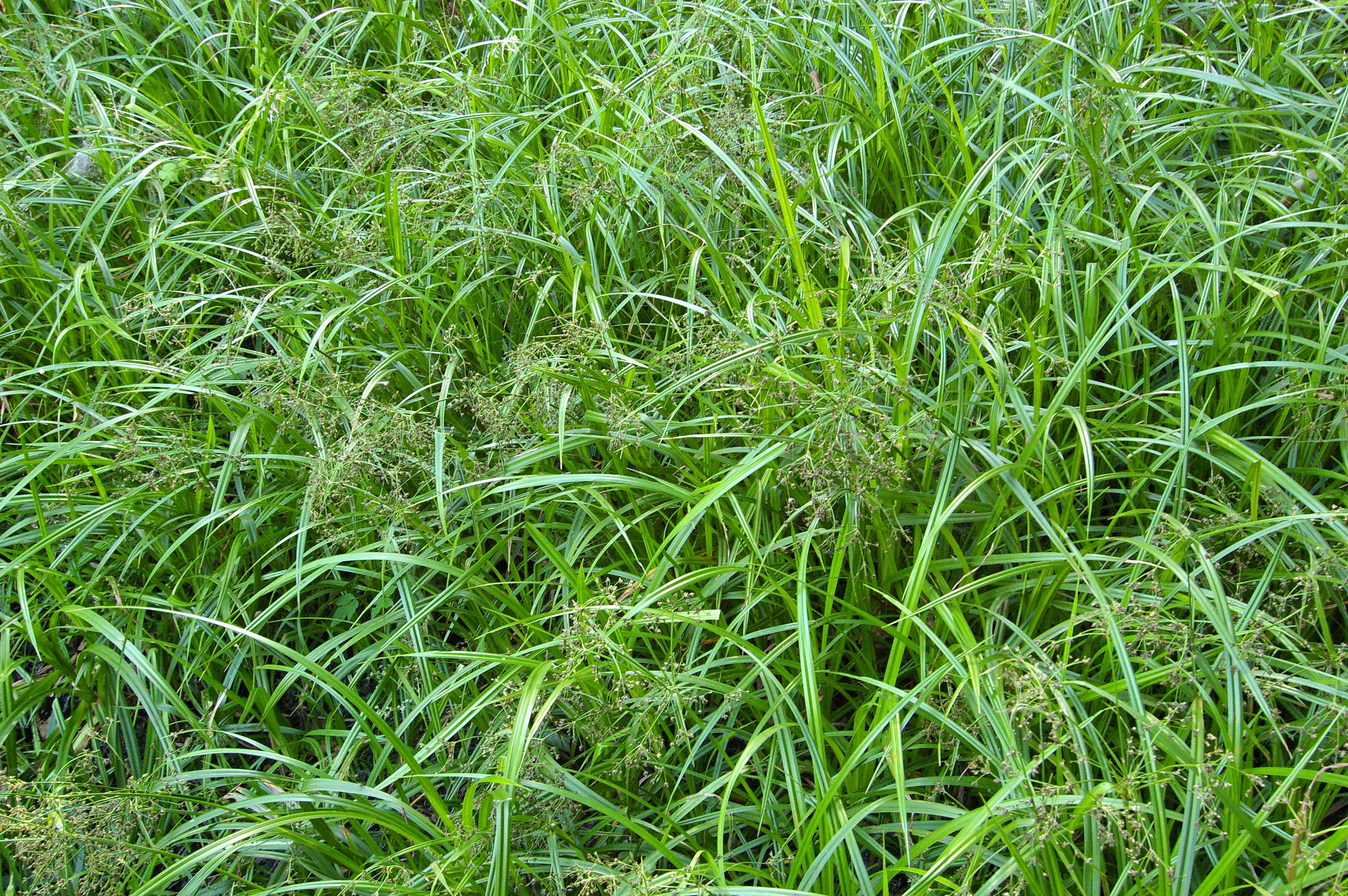
Płat sitowia leśnego

Kwitnie od czerwca do lipca. Gatunek występuje na wilgotnych łąkach, w olszynach i łęgach.

## Zmienność
Tworzy mieszańca z sitowiem korzenioczepnym o nazwie Scirpus × celakovskyanus Holub 1983, Folia Geobot. Phytotax., 18 (2): 206.